# Mausolée de Qaffol Shoshi
 (novembre 2023).
La mise en forme du texte ne suit pas les recommandations de Wikipédia : il faut le « wikifier ».
Les points d'amélioration suivants sont les cas les plus fréquents. Le détail des points à revoir est peut-être précisé sur la page de discussion.
- Les titres sont pré-formatés par le logiciel. Ils ne sont ni en capitales, ni en gras.
- Le texte ne doit pas être écrit en capitales (les noms de famille non plus), ni en gras, ni en italique, ni en « petit »…
- Le gras n'est utilisé que pour surligner le titre de l'article dans l'introduction, une seule fois.
- L'italique est rarement utilisé : mots en langue étrangère, titres d'œuvres, noms de bateaux, etc.
- Les citations ne sont pas en italique mais en corps de texte normal. Elles sont entourées par des guillemets français : « et ».
- Les listes à puces sont à éviter, des paragraphes rédigés étant largement préférés. Les tableaux sont à réserver à la présentation de données structurées (résultats, etc.).
- Les appels de note de bas de page (petits chiffres en exposant, introduits par l'outil «  Source ») sont à placer entre la fin de phrase et le point final[comme ça].
- Les liens internes (vers d'autres articles de Wikipédia) sont à choisir avec parcimonie. Créez des liens vers des articles approfondissant le sujet. Les termes génériques sans rapport avec le sujet sont à éviter, ainsi que les répétitions de liens vers un même terme.
- Les liens externes sont à placer uniquement dans une section « Liens externes », à la fin de l'article. Ces liens sont à choisir avec parcimonie suivant les règles définies. Si un lien sert de source à l'article, son insertion dans le texte est à faire par les notes de bas de page.
- La présentation des références doit suivre les conventions bibliographiques. Il est recommandé d'utiliser les modèles {{Ouvrage}}, {{Chapitre}}, {{Article}}, {{Lien web}} et/ou {{Bibliographie}}. Le mode d'édition visuel peut mettre en forme automatiquement les références.
- Insérer une infobox (cadre d'informations à droite) n'est pas obligatoire pour parachever la mise en page.

Pour une aide détaillée, merci de consulter Aide:Wikification.
Si vous pensez que ces points ont été résolus, vous pouvez retirer ce bandeau et améliorer la mise en forme d'un autre article.
Le mausolée de Qaffol Shoshi (en ouzbek: Qaffol Shoshiy maqbarasi) est un mausolée situé à Tachkent, en Ouzbékistan, construit en l'honneur de l'Imam Abu Bakr Muhammad ibn Ali ibn Ismail al-Kaffal ash-Shashi,. La tombe originale n'a pas survécu dans sa forme initiale. Dans son état actuel, le mausolée a été construit en 1542 par l'architecte royal de l'époque, Gulyam Husayn. Il s'agit d'un mausolée à dôme asymétrique avec un portail, connu sous le nom de khanqah. Les Khanqahs étaient conçus pour offrir aux pèlerins un abri dans des lieux résidentiels appelés «khujrahs».  Les complexes de mausolées comprenaient souvent une mosquée et une cuisine,. Au sud du bâtiment principal, dans une petite cour, se trouvent des emplacements de sépulture ultérieurs appelés «saganas».

## Histoire
L'architecte Ghulam Husayn a construit le mausolée de Qaffol Shoshi en 1541-1542 à partir de briques cuites de dimensions (25×26×5 cm),,. Le 27 mars 1945, le Conseil des commissaires du peuple de la RSS d'Ouzbékistan, par le décret n° 410, a transféré la gestion du mausolée, ainsi que six autres sites de pèlerinage très visités, à l'Administration spirituelle des musulmans d'Asie centrale et du Kazakhstan (SADUM).

## Architecture
Le mausolée est de forme carrée (13,3 × 12,5 m) et se compose d'une grande chambre avec une pièce d'angle dotée d'une entrée voûtée. La grande chambre (6 × 6 m) a trois côtés avec un dôme supplémentaire en surplomb, surmonté d'une coupole,. Le dôme principal et les deux tours de chaque côté sont construits dans un style traditionnel. Aux coins du mausolée, on trouve des «khujrahs» à huit angles et à quatre coins, de deux et trois étages,,. Sur le linteau au-dessus de la porte, la date de construction du mausolée, le nom de l'architecte et l'inscription du calligraphe sont écrits ; les inscriptions sur le dôme n'ont pas été préservées. Le style architectural du mausolée est orné de panneaux sculptés sur ses murs. Le dôme du mausolée est recouvert de carreaux colorés, et l'emplacement de sépulture est marqué par une pierre. La crypte funéraire est ornée de mosaïques, et les tombes sont recouvertes de pierres tombales. Plus tard, le complexe de Hazrati Imam a émergé sur la base du mausolée de Qaffol Shashi,.

## Galerie

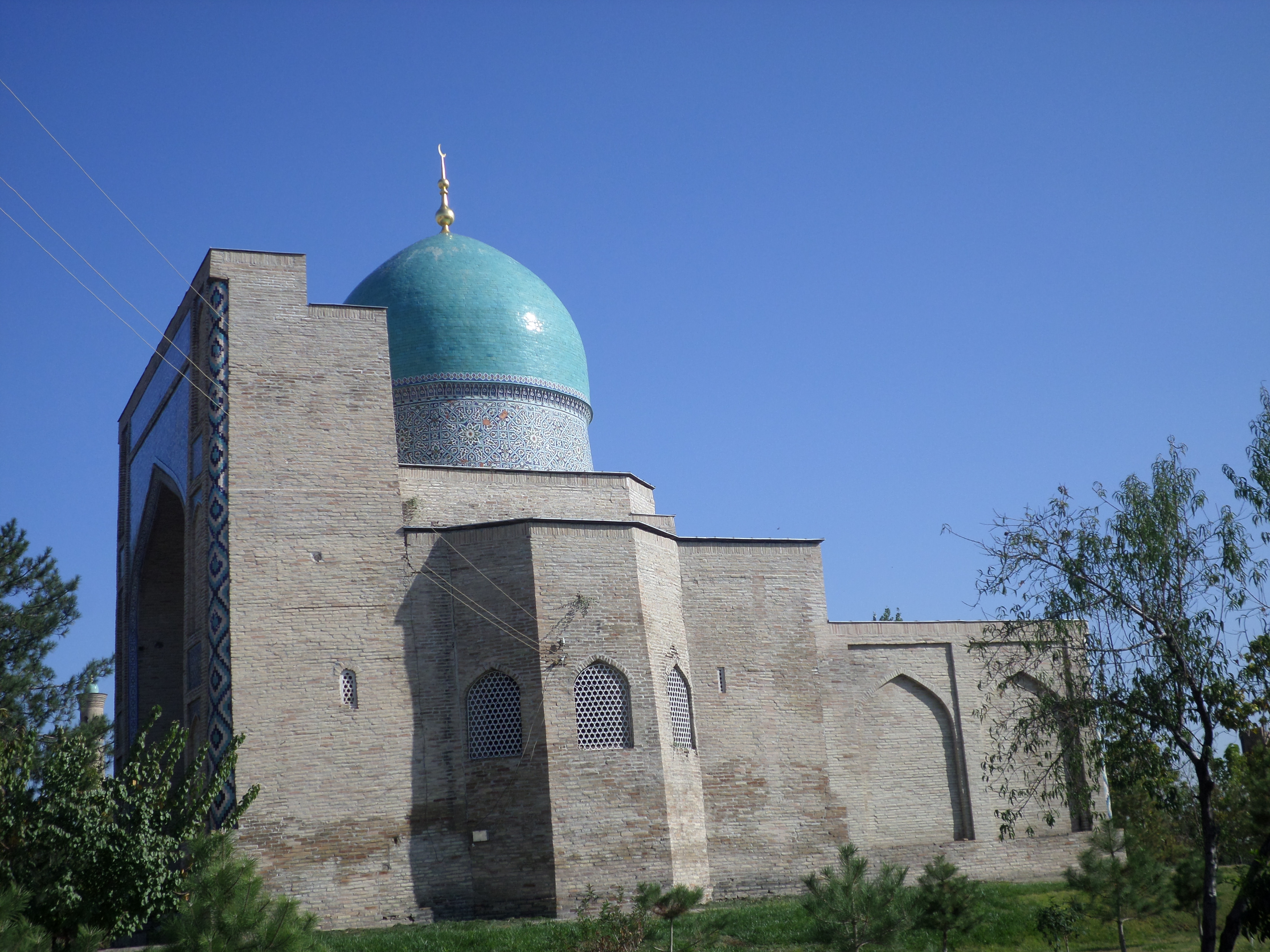
Mausolée de Qaffol Shoshi
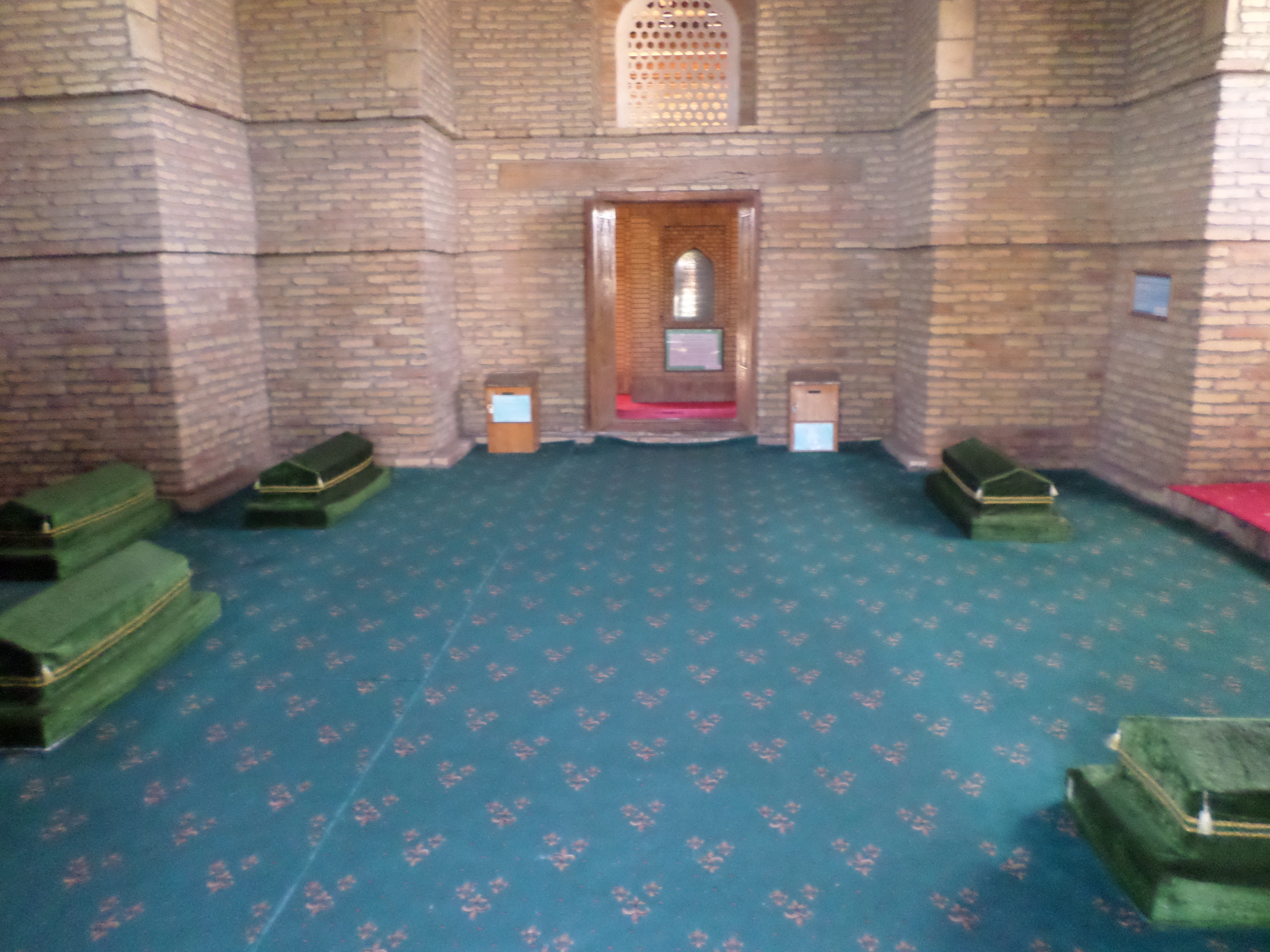
Mausolée de Qaffol Shoshi
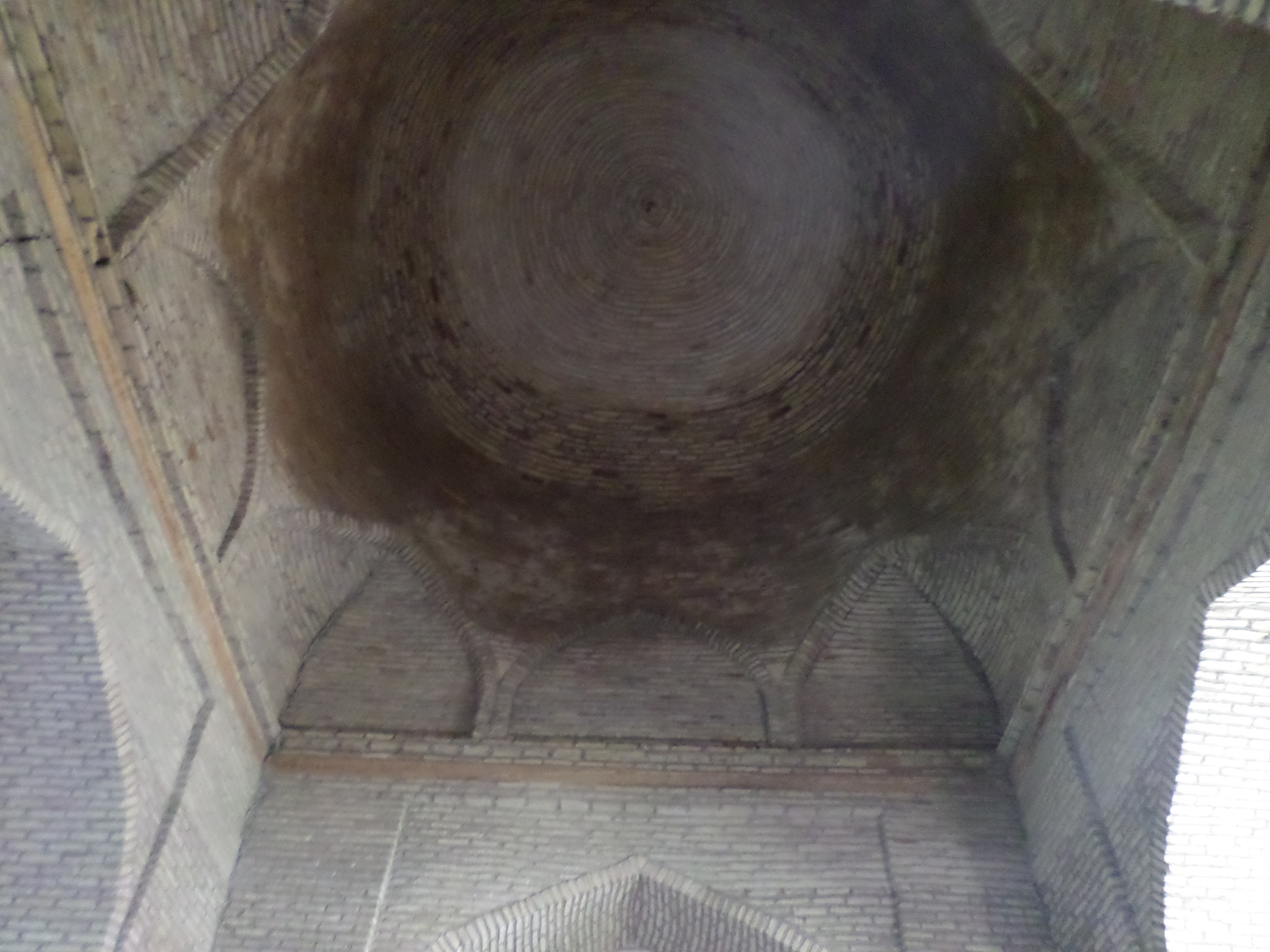
Mausolée de Qaffol Shoshi